# ウチワザメ属
ウチワザメ属（Platyrhina）は、トビエイ目ウチワザメ科の下位分類群の一つ。西太平洋に分布する。

## 分布・生態
東京湾～九州南岸の太平洋沿岸、九州西岸、朝鮮半島南西岸、台湾西部、遼東半島～北海の中国沿岸に分布し、水深60 m以浅の沿岸の岩礁や砂泥底に生息する。底魚であり、甲殻類、軟体動物、線虫などの小型無脊椎動物を捕食する。
卵胎生であり、胚は主に大きな卵黄嚢によって維持される。有明海での研究では、他のエイよりも成長・性成熟が早く、寿命が短いことが明らかになった。雄は2.1年、雌は2.9年で成熟する。雌は雄よりも大きく、成長速度は遅い。最高齢は雄で5歳、雌で12歳。

## 形態
体盤は丸みを帯び、吻は短く鈍い。尾は長く、横に僅かな皮褶がある。二基の背鰭と尾鰭は大きく、丸みを帯びる。尾鰭には下葉が無い。歯は小さく、獲物を砕くために舗装のような列に並ぶ。体は細かい皮歯で覆われる。歯列は数列ある。眼の周りや背面に大きな棘があり、正中線や尾に沿って列状に並ぶ。

## 下位分類
2023年時点で4種が属する。
- Platyrhina hyugaensis Iwatsuki, Miyamoto & Nakaya, 2011 (Hyuga fanray) オニノウチワ
- Platyrhina psomadakisi White & Last, 2016
- Platyrhina sinensis (Bloch & Schneider, 1801) (fanray)
- Platyrhina tangi Iwatsuki, Zhang & Nakaya, 2011 (yellow-spotted fanray) ウチワザメ